# 千字文
《千字文》原名為《次韻王羲之書千字》，南朝梁（502年─549年）周興嗣所作的一首長韻文。它是一篇由一千個不重複的漢字組成的文章。據說是梁武帝取了王羲之寫的一千個字體，令其親人練習書法，而後覺得雜亂無章，於是又命周興嗣（470年─521年）編為一篇文章。
《千字文》全篇主題清晰，章句文理一脈相承，層層推進，語言優美，詞藻華麗，幾乎是句句引經，字字用典。出典包括《易經》《淮南子》《詩經》《尚書》《禮記》《春秋》《論語》《孝經》《孟子》《史記》《神農本草經》《管子》《韓非子》《莊子》《漢書》。《千字文》以儒家思想為主體，兼納自然、歷史、社會常識，寓意深刻、結構清晰、語言簡明優美，可以說是一首四言長詩。是用來教授兒童基本漢字之重要啓蒙讀物，和《三字經》《百家姓》《千家诗》合稱“三百千千”。《千字文》是其他幾篇也公認為不錯的訓蒙讀物不能比的。所以歷代書法家都競相書寫，如智永、懷素、歐陽詢、趙佶、趙孟頫、文徵明等都有留傳至今的帖本。同時在漢字文化圈各國也受到重視。

## 創作背景
中國很早就出現專門用於啟蒙的識字課本，秦代出現的有《倉頡篇》《爰歷篇》，漢代則有司馬相如的《凡將篇》、賈魴的《滂喜篇》、蔡邕的《勸學篇》、史游的《急就章》，三國時代有《埤蒼》《廣蒼》《始學篇》等，這些作品中只有《急就章》影響後世，其餘影響不大，《急就章》雖是《倉頡篇》之後較為突出的小學之書，但流傳中出現種種問題，其權威性到南北朝時已大不如前，這一時期出現的啟蒙讀物如《庭誥》《詁幼》之類，可讀性有限。《千字文》就是在這樣的背景下問世。
三國時期的書法家鍾繇曾寫過一篇《千字文》，但毀於西晉的動亂之中。王羲之又重新編綴過一篇，但文理音韻皆不佳。李倬《尚書故實》记载梁武帝為教育子侄，命大臣殷鐵石模次王羲之書碣碑石的字跡，又要求拓出互不重複的一千個字，以賜八王。殷铁石拓出後，此千餘字互不聯屬，梁武帝又命令周兴嗣将这一千字编成有意义的句子，“卿有才思，為我韻之。”周興嗣竟一夜编成。

## 構成
《千字文》由“天地玄黃”到“焉哉乎也”，總共250個隔句押韻的四字短句構成，内容包含天文、地理、政治、经济、社会、历史、倫理，整篇文章一字都不重複。清人汪啸尹、孙谦益认为《千字文》分為四個部分：第一部分從宇宙的誕生、開天闢地開始講起，講到日月星辰、氣象物候、地球上的自然資源，一直講到人類出現以後，中國太古和上古時期的歷史，最後以人類社會的出現和王道政治作為結尾；第二部分重在讲述人的修养标准和原则；第三部分讲述与王朝统治有关的问题，叙述上层社会的豪华生活和他们的文治武功。最后描述了国家疆域的广阔和风景的秀美；第四部分主要描绘恬淡的民间田园生活，讲述君子治家处身之道。
千字文此文分為八段的文（古時不押韻的文不稱文，只能算作「筆」，押韻的才算「文」，故千字文乃是一長文），它的第一段以二十七聯為文，全押「下平」（按廣韻一書，除「聖」此字於韻補內才找到，音成。），此文也分為四段解釋，由「天地玄黃」（二句四字文為一聯）至「鱗潛羽翔」共九聯，玄為黑色中帶紅，所以首句是指大地的產生，第三聯是指日出而作，日入而息，非是收藏食物。春秋時期才確定二十八宿（音秀），以此為本計算產生出古四分曆，所以亦因此計算法，定出了閏年，律召（此非呂，召者公報，調陽解作律例。）菜重芥薑是指「主糧與輔食品」。第十至第十六聯，以訴秦始王事跡，秦定出皇帝制度及三公九卿制度，廢除舜（帝舜姓虞）及堯（堯號陶唐氏）的讓賢為君制度，更想南、北統代稱霸一體。第十七至二十六聯，是述劉邦滅秦後，與功臣斬白馬立盟誓，史稱「白馬之誓」，改以文治武，形成「布衣卿相」政治格局，達至輝煌的時代，此二十六聯以「下平陽字韻及下平唐字韻」二韻，再以二十七下平清字韻為結。此文亦可說是告說皇知的治國之道也。

宋朝侍其玮（字良器）曾作《续千字文》。明朝徐渭（号青藤老人）曾作《集千字文》。清朝吴省兰題有《恭庆皇上七旬万寿千字文》。太平天国亦有《御制千字诏》等，其《千字文》内容不同，但都以《千字文》为名。

### 千字文的道德觀
千字文讚美五常之德，是以仁義禮智信五常為準則的，提倡“女慕貞潔，男效才良”的品德。德行正大光明，才能成為賢人。將孝道的仁愛之心擴展到兄弟之道、夫妻之道、朋友之道和君臣之道。

## 书法作品
由于《千字文》字字不同，且流传广泛，故深受东亚各国书法家的青睐。《宣和書譜》記載，北宋內府收藏智永真跡二十三件，《千字文》便佔十五件之多。
中国书法家智永（隋）、褚遂良（唐）、孫過庭（唐）、張旭（唐）、懷素（唐）、米元章（北宋）、高宗（南宋）、趙子昂（元）、文徵明（明）皆有著名的《千字文》书法作品。敦煌出土文書中也有《千字文》手本習字断片，可见最迟至7世紀利用《千字文》练习汉字书法已较普及。
日本书法家卷菱湖（江戶）、市河米庵（江戶）、貫名菘翁（江戶）、日下部鳴鶴（明治）、小野鵞堂（明治）的《千字文》书法作品也很有名。

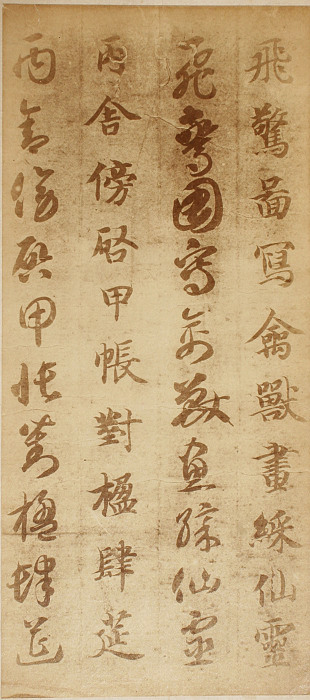
智永《真草千字文》
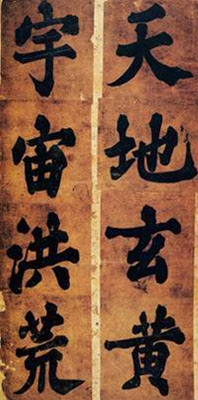
韓濩《千字文》中的“天地玄黄，宇宙洪荒”
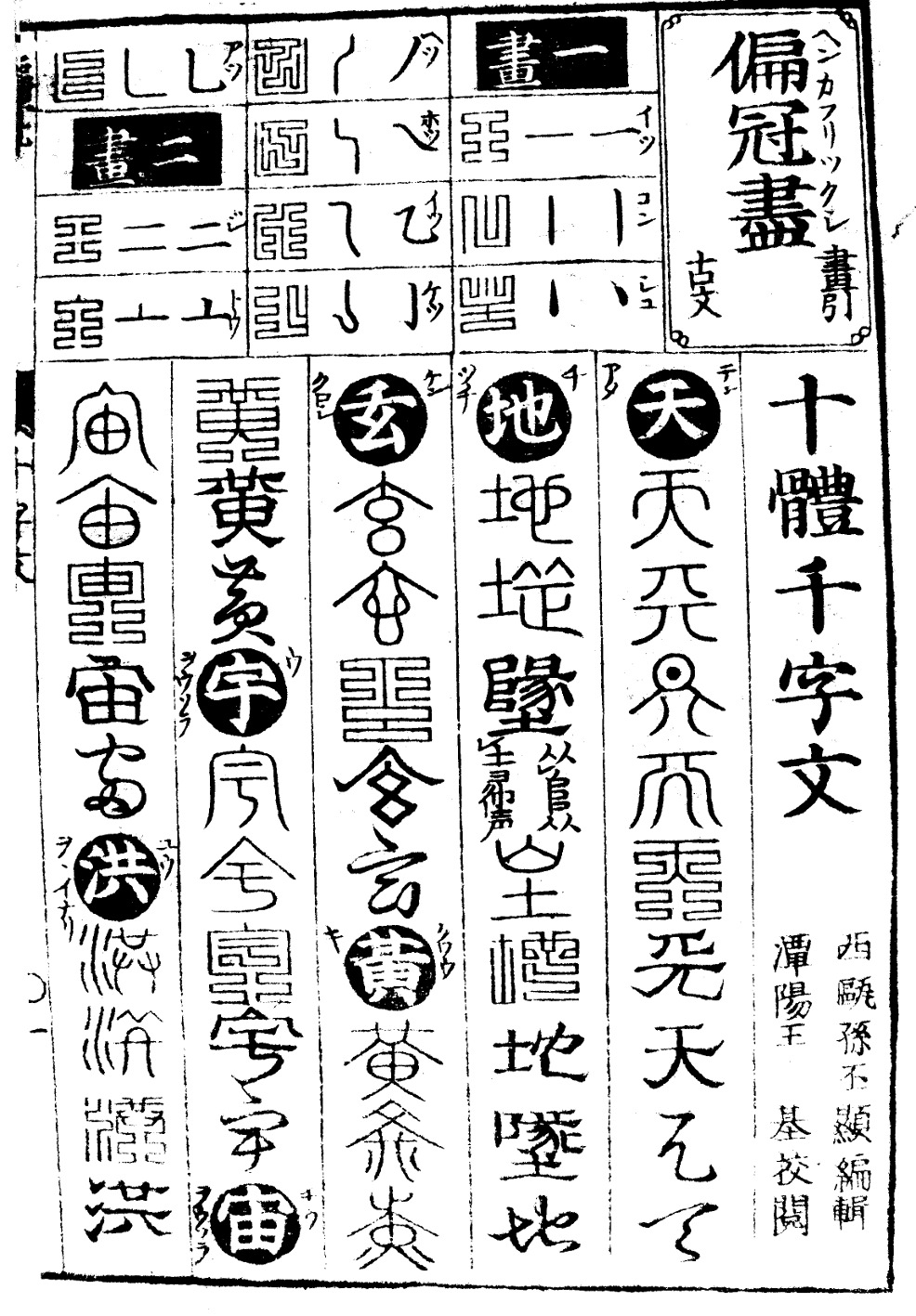
《十体千字文》

## 對朝鲜的影響

諺文、假名、漢字的“天地玄黄”

《千字文》曾作為許多國家的漢字初級讀本。此讀本傳入朝鲜半岛的年代已不可考。
這本書與佛教的一起傳入，被認為是漢字應用於朝鲜語言的推動力量。漢字一直是朝鲜唯一的文字，即使世宗大王於15世紀發佈訓民正音，而大多數的朝鮮學者仍然繼續使用漢字至20世紀早期。
《千字文》用於兒童習字教學的歷史始於1583年，即李朝宣祖命令韓濩將其刻成木版印刷之後。
《千字文》裡的從「天」到「水」的44個字逐一記錄在「常平通寶」的背面（朝鮮王朝時代朝鮮的铜钱）。
千字文以其特有的形式展現漢字，對每一個漢字來說，文字既體現其含義（訓），也體現聲音（音）。雖然朝鲜語言歷經演變，辭彙相對應的訓（새김）在每一個版本裡保持不變。當然同樣成書於16世紀的光州版和韓石峰版《千字文》對個別漢字的解釋有些許不同。韓石峰版與光州版訓的變化大體上體現在以下幾個方面：
1. 定義更加寬泛或者每個單獨漢字的語義範圍發生改變
2. 先前的定義由同義字取代
3. 部分語音發生改變

從這些變化中可以看岀朝鮮固有詞由「漢字語」所取代。但是，某些罕見的辭彙涵義可能是16世紀以前的朝鮮固有詞的化石留存或者受到全羅道方言的影響。

## 對日本的影響
和邇吉師（王仁）作為傳說中的百濟中國學者，據說在應神天皇（370年-410年）统治时期將《千字文》連同10本《論語》傳播到日本。但是如果當真如此那就是在《千字文》成書之前了。《日本書紀》卻未言王仁自三韓將漢籍東傳扶桑，僅言其太子菟道稚郎子習諸書於王仁而已。應神天皇十五年即公元284年，相當於西晉武帝十九年。這時百濟國尚未成立，百濟建國於公元345年。同時《千字文》作者周興嗣卒於梁普通二年（公元521年）。應神天皇時，不可能有《千字文》傳入日本。有些人認為這僅僅是傳說，其他人則認為這反映一些事實。還有些假定那是另一個版本鍾繇的《千字文》。《千字文》用來習字及練習書法。

## 千字文编号法

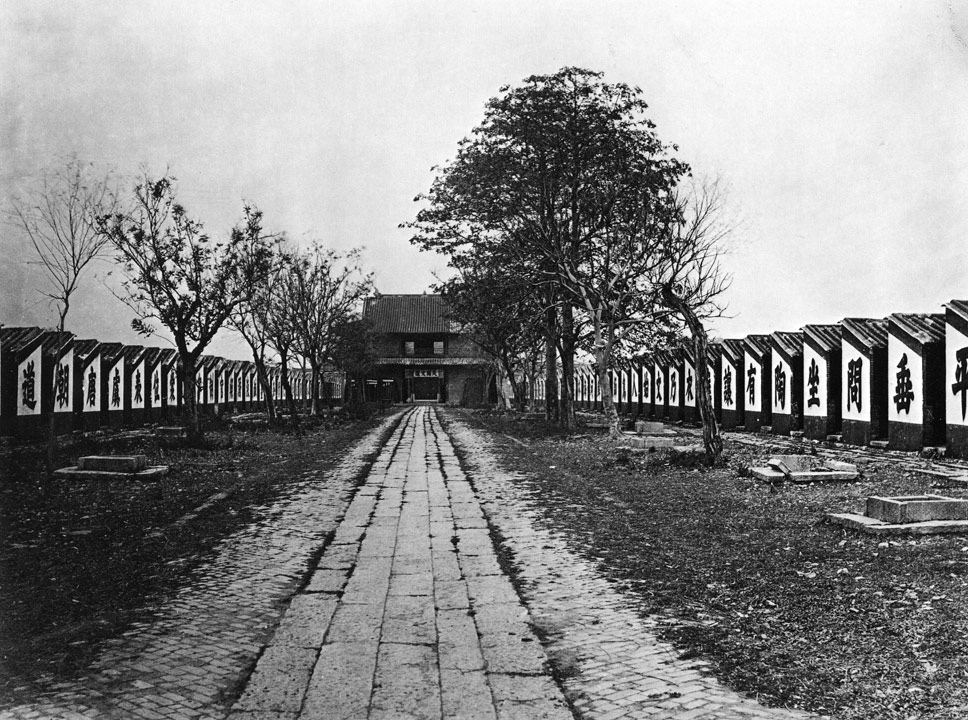
以千字文编号的清代广東贡院号舍，摄于1873年

由于《千字文》流传广泛，且其文每个字皆不同，故该文广泛用来对事物进行编号。
比如像明清貢院號舍一般有數千間至上萬間，按千字文編排序號。每間號舍外牆高八尺，門牆高六尺、寬三尺、深四尺，甚為狹窄。每間號舍一人，考試時答卷、吃住均在其中。
明朝收藏家項元汴，所收歷代書畫名蹟不下千餘件，便是以千字文來作為藏品的收藏編號，編號字大多書於畫幅右下角或卷後題識。
清朝彩票白鸽票玩法即以千字文前20句（每句4字，共80個字）當中選出20個字作謎底，讓參賭者下注猜謎底。若參賭者順利猜出全部20字，則可獲得數百倍於賭注的獎金，而獎金根據猜對的程度而定，若只猜對4個字以下則賭注全部歸莊家。
台灣早年將千字文用作國防部兵籍號碼開頭，以區分不同地區，例如：「天」代表北部地區，「地」代表中部地區，「玄」代表南部地區，「黃」代表東部地區，「宇」和「宙」則分別代表台北市和高雄市。而於現今台灣司法體系中，法院、地檢署亦有以千字文來命名股別者，如端股等。

## 字数
《千字文》實錄一千不重複漢字。
數字中的「三」「六」「七」、方位的「北」、季節的「春」、地理的「山」等常用字未包括其中。
38個字（昃、闕、柰、邙、稾、磻、乂、寔、虢、翦、碣、鉅、邈、俶、陟、勑、皋、颻、鵾、絳、輶、攸、墻、飡、飫、紈、絜、煒、讌、烝、顙、牋、驤、嵇、璇、祜、劭、誚）不在台灣常用國字標準字體表的4808個字的範圍內，23個字（乂邙劭昃柰紈俶凊烝祜陟寔絜飫煒翦虢輶磻縻顙颻驤）不在台灣大五碼的5401個常用字的範圍內，233個字不在日本常用漢字範圍內。
由於中国大陆实行简化字、归併异体字，其簡體字版只剩九百九十餘個相異漢字（具体数量因异体字的归属而有不同说法）。如下列字為進行合併者：
- 、併為「发」（周發殷湯；蓋此身髮）
- 、併為「巨」（劍號巨闕；鉅野洞庭）
- 、併為「昆」（玉出崑崗；昆池碣石）
- 、併為「戚」（慼謝歡招；親戚故舊）
- 、併為「云」（雲騰致雨；禪主云亭）
- 、併為「并」（百郡秦并；並皆佳妙）
- 、併為「洁」（女慕貞絜；紈扇圓潔）

## 文本
| 1 | 天地玄黃，宇宙洪荒。 | 日月盈昃，辰宿列張。 | 寒來暑往，秋收冬藏。 | 閏餘成歲，律召調陽。 |
|   | 雲騰致雨，露結為霜。 | 金生麗水，玉出崑岡。 | 劍號巨闕，珠稱夜光。 | 果珍李柰，菜重芥薑。 |
|   | 海鹹河淡，鱗潛羽翔。 | 龍師火帝，鳥官人皇。 | 始制文字，乃服衣裳。 | 推位讓國，有虞陶唐。 |
|   | 弔民伐罪，周發殷湯。 | 坐朝問道，垂拱平章。 | 愛育黎首，臣伏戎羌。 | 遐邇一體，率賓歸王。 |
|   | 鳴鳳在樹，白駒食場。 | 化被草木，賴及萬方。 |                      |                      |
| 2 | 蓋此身髮，四大五常。 | 恭惟鞠養，豈敢毀傷。 | 女慕貞絜，男效才良。 | 知過必改，得能莫忘。 |
|   | 罔談彼短，靡恃己長。 | 信使可覆，器欲難量。 | 墨悲絲淬，詩讚羔羊。 |                      |
| 3 | 景行維賢，克念作聖。 | 德建名立，形端表正。 | 空谷傳聲，虛堂習聽。 | 禍因惡積，福緣善慶。 |
|   | 尺璧非寶，寸陰是競。 | 資父事君，曰嚴與敬。 | 孝當竭力，忠則盡命。 | 臨深履薄，夙興溫凊。 |
|   | 似蘭斯馨，如松之盛。 | 川流不息，淵澄取映。 | 容止若思，言辭安定。 | 篤初誠美，慎終宜令。 |
|   | 榮業所基，藉甚無竟。 | 學優登仕，攝職從政。 | 存以甘棠，去而益詠。 | 樂殊貴賤，禮別尊卑。 |
|   | 上和下睦，夫唱婦隨。 | 外受傅訓，入奉母儀。 | 諸姑伯叔，猶子比兒。 | 孔懷兄弟，同氣連枝。 |
|   | 交友投分，切磨箴規。 | 仁慈隱惻，造次弗離。 | 節義廉退，顛沛匪虧。 | 性靜情逸，心動神疲。 |
|   | 守真志滿，逐物意移。 | 堅持雅操，好爵自縻。 |                      |                      |
| 4 | 都邑華夏，東西二京。 | 背邙面洛，浮渭據涇。 | 宮殿盤鬱，樓觀飛驚。 | 圖寫禽獸，畫彩仙靈。 |
|   | 丙舍傍啟，甲帳對楹。 | 肆筵設席，鼓瑟吹笙。 | 升階納陛，弁轉疑星。 | 右通廣內，左達承明。 |
|   | 既集墳典，亦聚群英。 | 杜稿鍾隸，漆書壁經。 | 府羅將相，路俠槐卿。 | 戶封八縣，家給千兵。 |
|   | 高冠陪輦，驅轂振纓。 | 世祿侈富，車駕肥輕。 | 策功茂實，勒碑刻銘。 | 磻溪伊尹，佐時阿衡。 |
|   | 奄宅曲阜，微旦孰營。 | 桓公匡合，濟弱扶傾。 | 綺回漢惠，說感武丁。 | 俊乂密勿，多士寔寧。 |
|   | 晉楚更霸，趙魏困橫。 | 假途滅虢，踐土會盟。 | 何遵約法，韓弊煩刑。 | 起翦頗牧，用軍最精。 |
|   | 宣威沙漠，馳譽丹青。 | 九州禹跡，百郡秦并。 | 嶽宗恆岱，禪主亭。   | 雁門紫塞，雞田赤城。 |
|   | 昆池碣石，鉅野洞庭。 | 曠遠綿邈，巖岫杳冥。 |                      |                      |
| 5 | 治本於農，務茲稼穡。 | 俶載南畝，我藝黍稷。 | 稅熟貢新，勸賞黜陟。 | 孟軻敦素，史魚秉直。 |
|   | 庶幾中庸，勞謙謹敕。 | 聆音察理，鑒貌辨色。 | 貽厥嘉猷，勉其祗植。 | 省躬譏誡，寵增抗極。 |
|   | 殆辱近恥，林皋幸即。 | 兩疏見機，解組誰逼。 | 索居閒處，沉默寂寥。 | 求古尋論，散慮逍遙。 |
|   | 欣奏累遣，慼謝歡招。 | 渠荷的歷，園莽抽條。 | 枇杷晚翠，梧桐早凋。 | 陳根委翳，落葉飄颻。 |
|   | 游鵾獨運，凌摩絳霄。 |                      |                      |                      |
| 6 | 耽讀玩市，寓目囊箱。 | 易輶攸畏，屬耳垣牆。 | 具膳餐飯，適口充腸。 | 飽飫烹宰，飢厭糟糠。 |
|   | 親戚故舊，老少異糧。 | 妾御績紡，侍巾帷房。 | 紈扇圓潔，銀燭煒煌。 | 晝眠夕寐，藍筍象床。 |
|   | 弦歌酒宴，接杯舉觴。 | 矯手頓足，悅豫且康。 | 嫡後嗣續，祭祀烝嘗。 | 稽顙再拜，悚懼恐惶。 |
|   | 箋牒簡要，顧答審詳。 | 骸垢想浴，執熱願涼。 | 驢騾犢特，駭躍超驤。 | 誅斬賊盜，捕獲叛亡。 |
| 7 | 布射僚丸，嵇琴阮嘯。 | 恬筆倫紙，鈞巧任釣。 | 釋紛利俗，並皆佳妙。 | 毛施淑姿，工顰妍笑。 |
|   | 年矢每催，曦暉朗曜。 | 璇璣懸斡，晦魄環照。 | 指薪修祜，永綏吉劭。 | 矩步引領，俯仰廊廟。 |
|   | 束帶矜莊，徘徊瞻眺。 | 孤陋寡聞，愚蒙等誚。 | 謂語助者，焉哉乎也。 |                      |

## 軼事
- 胡適說他從五歲時就唸過「天地玄黃，宇宙洪荒」兩句話，當了十年大學教授以後，還是不理解以上兩句話的意思。[18]
- 王羲之的七世孙，隋代高僧智永和尚，继承家风在云门寺练书三十年，书写真草《千字文》800余本，分送浙东诸寺。因求书者众多，以至于住处门槛几次被踏穿，遂包以铁皮，人称“铁门槛”。其一生用笔无数，废笔盈积成筐，堆迭成丘，特撰写铭文，随同埋入土中，名为“退笔冢”。其所书真草《千字文》，乃王家嫡传，影响深远，西安碑林也有刻石。
智永在中国书法艺术史上的重大贡献有二个方面：一为发“永字八法”之旨趣，逐成隋唐学者宗匠；二为临集《千字文》，开后代书法家书写《千字文》之风，为《千字文》的流传起了很大的作用。
- 《梁史》记载：“上以王羲之书千字，使兴嗣韵为文。奏之，称善，加赐金帛。”唐代的《尚书故实》对此事进行了艺术加工，该书说：梁武帝萧衍一生戎马倥偬，他很希望自己的后代能在太平时期多读些书。由于当时尚没有一本适合的启蒙读物，令一位名叫殷铁石的文学侍从从晋代大书法家王羲之的手迹中拓下一千个各不相干的字，每个字一张纸。然后一字一字地教学，但杂乱难记。
梁武帝寻思，若是将这一千字编撰成一篇文章，岂不妙哉。于是，他召来自己最信赖的文学侍从员外散骑侍郎周兴嗣，讲了自己的想法，说：卿家才思敏捷，为朕将这一千字编撰成一篇通俗易懂的启蒙读物。周兴嗣接受任务回到家后，他苦思冥想了一整夜，方文思如泉涌，他乐不可支，边吟边书，终将这一千字联串成一篇内涵丰富的四言韵书。
梁武帝读后，拍案叫绝。即令送去刻印，刊之于世。周兴嗣因出色地编撰了《千字文》深得梁武帝的赞赏，被提拔为佐撰国史。周兴嗣因一夜成书，用脑过度，次日，已鬓发皆白。

## 脚注
1. ↑  一说作“天地元黃”。
2. ↑  一说作“律呂調陽”。
3. ↑  一说作“周發商湯”。
4. ↑  一说作“鳴鳳在竹”。
5. ↑  一说作“墨悲絲染”。
6. ↑  一说作“嶽宗泰岱”。